# Ellipsoïde de Jacobi

Vue d'artiste de Hauméa, une planète naine de forme ellipsoïdale triaxiale.

Un ellipsoïde de Jacobi est un ellipsoïde triaxial qui se forme lorsqu'un corps fluide autogravitant (en) de masse volumique uniforme, tournant à une vitesse angulaire constante, est en équilibre hydrostatique. Il porte le nom du mathématicien allemand Carl Gustav Jacob Jacobi.

## Histoire
Avant Jacobi, le sphéroïde de Maclaurin, formulé en 1742, était considéré comme le seul type d'ellipsoïde pouvant être en équilibre,. Lagrange, en 1811, a envisagé la possibilité qu'un ellipsoïde triaxial soit en équilibre, mais a conclu que les deux axes équatoriaux de l'ellipsoïde doivent être égaux, se ramenant à la solution du sphéroïde de Maclaurin. Jacobi s'est cependant rendu compte que la démonstration de Lagrange est une condition suffisante, mais pas nécessaire. Il a fait remarquer :

« On commettrait une grave erreur si l'on supposait que les sphéroïdes de révolution sont les seules figures d'équilibre admissibles même sous l'hypothèse restrictive des surfaces du second degré [...] En fait une simple considération montre que des ellipsoïdes à trois axes inégaux peuvent très bien être des figures d'équilibre ; et qu'on peut supposer une ellipse de forme arbitraire pour la section équatoriale et déterminer le troisième axe (qui est aussi le plus petit des trois axes) et la vitesse angulaire de rotation telle que l'ellipsoïde soit une figure d'équilibre. »

## Formule de Jacobi

Les demi-axes principaux équatoriaux (a, b) et polaire (c) d'un ellipsoïde de Jacobi et d'un sphéroïde de Maclaurin, en fonction du moment cinétique normalisé, sous réserve que abc = 1 (c'est-à-dire pour un volume constant de 4π/3). Les lignes pointillées concernent le sphéroïde de Maclaurin dans la plage où il a une stabilité dynamique mais non séculaire : il se détendra en l'ellipsoïde de Jacobi à condition qu'il puisse dissiper l'énergie grâce à un fluide constitutif visqueux.

Pour un ellipsoïde avec des demi-axes principaux équatoriaux {\displaystyle a,\ b} et un demi-axe principal polaire {\displaystyle c}, la vitesse angulaire {\displaystyle \Omega } autour de {\displaystyle c} est donnée par :
{\displaystyle {\frac {\Omega ^{2}}{\pi G\rho }}=2abc\int _{0}^{\infty }{\frac {u\,du}{(a^{2}+u)(b^{2}+u)\Delta }}\,\quad \Delta ^{2}=(a^{2}+u)(b^{2}+u)(c^{2}+u),}
où {\displaystyle \rho } est la masse volumique et {\displaystyle G} est la constante gravitationnelle, soumis à la condition :
{\displaystyle a^{2}b^{2}\int _{0}^{\infty }{\frac {du}{(a^{2}+u)(b^{2}+u)\Delta }}=c^{2}\int _{0}^{\infty }{\frac {du}{(c^{2}+u)\Delta }}.}
Pour des valeurs fixes de {\displaystyle a} et {\displaystyle b}, la condition ci-dessus a une solution pour {\displaystyle c} tel que :
{\displaystyle {\frac {1}{c^{2}}}>{\frac {1}{a^{2}}}+{\frac {1}{b^{2}}}.}
Les intégrales peuvent être exprimées en termes d'intégrales elliptiques incomplètes. En termes d'intégrale elliptique de forme symétrique de Carlson {\displaystyle R_{J}}, la formule de la vitesse angulaire devient :
{\displaystyle {\frac {\Omega ^{2}}{\pi G\rho }}={\frac {4abc}{3(a^{2}-b^{2})}}(a^{2}R_{J}(a^{2},b^{2},c^{2},a^{2})-b^{2}R_{J}(a^{2},b^{2},c^{2},b^{2}))}
et la condition sur la taille relative des demi-axes principaux {\displaystyle a,\ b,\ c} est :
{\displaystyle {\frac {2}{3}}{\frac {a^{2}b^{2}}{b^{2}-a^{2}}}(R_{J}(a^{2},b^{2},c^{2},a^{2})-R_{J}(a^{2},b^{2},c^{2},b^{2}))={\frac {2}{3}}c^{2}R_{J}(a^{2},b^{2},c^{2},c^{2}).}
Le moment cinétique {\displaystyle L} de l'ellipsoïde de Jacobi est donné par :
{\displaystyle {\frac {L}{\sqrt {GM^{3}{\bar {a}}}}}={\frac {\sqrt {3}}{10}}{\frac {a^{2}+b^{2}}{{\bar {a}}^{2}}}{\sqrt {\frac {\Omega ^{2}}{\pi G\rho }}}\,\quad {\bar {a}}=(abc)^{1/3},}
où {\displaystyle M} est la masse de l'ellipsoïde et {\displaystyle {\bar {a}}} est le rayon moyen, le rayon d'une sphère de même volume que l'ellipsoïde.

## Relation avec l'ellipsoïde de Dedekind
Les ellipsoïdes de Jacobi et de Dedekind sont tous deux des figures d'équilibre pour un corps de fluide autogravitant homogène en rotation. Cependant, alors que l'ellipsoïde de Jacobi tourne corporellement, sans flux interne de fluide dans le référentiel en rotation, l'ellipsoïde de Dedekind maintient une orientation fixe, le fluide constitutif circulant à l'intérieur. C'est une conséquence directe du théorème de Dedekind.
Pour tout ellipsoïde de Jacobi donné, il existe un ellipsoïde de Dedekind avec les mêmes demi-axes principaux {\displaystyle a,\ b,\ c} et la même masse et avec un champ de vitesse d'écoulement de :
{\displaystyle \mathbf {u} =\zeta {\frac {-a^{2}y\mathbf {\hat {x}} +b^{2}x\mathbf {\hat {y}} }{a^{2}+b^{2}}},}
où {\displaystyle x,\ y,\ z} sont les coordonnées cartésiennes sur les axes {\displaystyle {\hat {x}},\ {\hat {y}},\ {\hat {z}}} alignés respectivement avec les axes {\displaystyle a,\ b,\ c} de l’ellipsoïde. Ici, {\displaystyle \zeta } est le tourbillon, qui est uniforme dans tout le sphéroïde ({\displaystyle \nabla \times \mathbf {u} =\zeta \mathbf {\hat {z}} }). La vitesse angulaire {\displaystyle \Omega } de l'ellipsoïde de Jacobi et le tourbillon de l'ellipsoïde de Dedekind correspondant sont liés par :
{\displaystyle \zeta =\left({\frac {a}{b}}+{\frac {b}{a}}\right)\Omega .}
Autrement dit, chaque particule du fluide de l'ellipsoïde de Dedekind décrit un circuit elliptique similaire au cours de la même période pendant laquelle le sphéroïde de Jacobi effectue une rotation.
Dans le cas particulier où {\displaystyle a=b}, les ellipsoïdes de Jacobi et de Dedekind (et le sphéroïde de Maclaurin) deviennent une seule et même chose ; la rotation corporelle et le flux circulaire reviennent à la même chose. Dans ce cas, {\displaystyle \zeta =2\Omega }, comme c'est toujours vrai pour un corps en rotation rigide.
Dans le cas général, les ellipsoïdes de Jacobi et de Dedekind ont la même énergie, mais le moment cinétique du sphéroïde de Jacobi est plus grand d'un facteur :
{\displaystyle {\frac {L_{\mathrm {Jac} }}{L_{\mathrm {Ded} }}}={\frac {1}{2}}\left({\frac {a}{b}}+{\frac {b}{a}}\right).}